# Hundtjärnen, Gästrikland
Hundtjärnen är en sjö i Ockelbo kommun i Gästrikland och ingår i Testeboåns huvudavrinningsområde.